# Symbolen (elektriciteit)

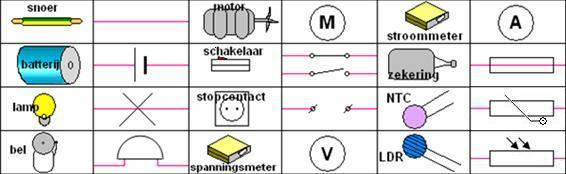
Twaalf symbolen die worden gebruikt bij het tekenen van een stroomkring.

Om schakelingen in de elektrotechniek eenvoudig en begrijpelijk te kunnen afbeelden, zijn er symbolen bedacht die de verschillende onderdelen voorstellen. Het symbool is meestal erg gesimplificeerd, zodat het makkelijk te tekenen is. De symbolen kunnen gecombineerd worden om een bepaalde schakeling te symboliseren in een schema. Zie de afbeelding rechts voor een selectie uit de symbolen uit de elektrotechniek.

## Symbolen elektrische schema's
De symbolen voor elektrische schema's worden beschreven:
- voor Nederland in de norm NEN 5152.
- Voor Europa in:
  - IEC 81346 voor de structuur en nummering
  - ISO/IEC 81714-1 Ed. 2.0 - Design of graphical symbols for use in the technical documentation of products